# فرودگاه پرسان-بومون
 فرودگاه پرسان-بومون (به انگلیسی: Persan-Beaumont Airport) یک فرودگاه است که یک باند فرود آسفالت دارد و طول باند آن ۹۷۵ متر است. این فرودگاه در کشور فرانسه قرار دارد و در ارتفاع ۴۵ متری از سطح دریا واقع شده است.